# FK Napredak Donji Šepak
Der Fudbalski Klub Napredak Donji Šepak (Serbisch kyrillisch: Фудбалски Клуб Напредак Доњи Шепак) ist ein bosnisch-herzegowinischer Fußballverein aus dem Dorf Donji Šepak in der Nähe von Zvornik. Der Verein spielt in der Saison 2015/16 in der dritthöchsten Spielklasse Bosnien und Herzegowinas, der Druga Liga RS.

## Allgemeines
Der Verein wurde 1971 gegründet und trat fortan in den unteren Ligen des ehemaligen Jugoslawiens an. Seit dem Zerfall Jugoslawiens spielt der Verein in den Ligen der Republika Srpska. Einen guten Erfolg feierte der Verein in der Saison 1993/94, als er die dritte Runde im Pokalwettbewerb der Republika Srpska erreichte. Die aktuelle Spielklasse ist die höchste, in der der FK Napredak bisher spielte.

## Stadion
Seine Heimspiele trägt der FK Napredak im Napredak-Stadion aus, das eine Kapazität von 1000 Plätzen hat.